# 彰栄保育福祉専門学校
彰栄保育福祉専門学校（しょうえいほいくふくしせんもんがっこう）は、東京都文京区白山四丁目14-15にある私立専門学校。学校法人彰栄学園。
```
127年前アメリカから派遣された一人の婦人宣教師により作られた幼稚園教諭養成塾から始まり、長い歴史を持つ。
```

## 概要
東京都文京区に所在し、介護福祉士、保育士、幼稚園教諭を養成する専門学校。

## 設置学科
- 介護福祉科
- 保育科

## 取得可能な資格
- 介護福祉士
- 保育士
- 幼稚園教諭2種

## 所在地
東京都文京区白山四丁目14-15

## グループ校
- 彰栄リハビリテーション専門学校
- 彰栄幼稚園